# Generał MacArthur
Generał MacArthur (ang. MacArthur) – amerykański film wojenno-biograficzny z 1977 roku w reżyserii Josepha Sargenta.

## Fabuła
Film, od bitwy o Corregidor aż do wojny koreańskiej, przedstawia okres służby wojskowej Douglasa MacArthura – jednego z najsłynniejszych amerykańskich generałów.

## Obsada
- Gregory Peck – gen. Douglas MacArthur
- Ed Flanders – prezydent Harry Truman
- Dan O’Herlihy – prezydent Franklin Delano Roosevelt
- Ivan Bonar – gen. Richard K. Sutherland
- Ward Costello – gen. George Marshall
- Nicolas Coster – płk Sidney Huff
- Marj Dusay – Jean MacArthur
- Art Fleming – William Averell Harriman
- Russell Johnson – adm. Ernest King
- Sandy Kenyon – gen. Jonathan Wainwright
- Robert Mandan – kongresmen Martin
- Allan Miller – płk LeGrande A. Diller
- Dick O’Neill – gen. Courtney Whitney
- G. D. Spradlin – gen. Robert Eichelberger
- Addison Powell – adm. Chester Nimitz
- Garry Walberg – gen. Walton Walker

## Produkcja
Producentem filmu był Frank McCarthy, emerytowany generał i wysoki urzędnik departamentu obrony USA podczas II wojny światowej, który po zakończeniu kariery wojskowej z sukcesem zajął się produkcją filmów. Do prac nad filmem o generale MacArthurze przystąpił w siedem lat po sukcesie jego najlepszego filmu pt. Patton, za którego otrzymał Oscara.
Generał MacArthur „rodził się w bólach”. Złożyły się na to: sprzeciw wdowy po MacArthurze co do scenariusza, konflikt pomiędzy producentami i scenarzystami o prawa autorskie oraz problemy ze znalezieniem właściwych plenerów (Korea, Japonia, Tajwan, Filipiny).
Zanim McCarthy zdecydował się na obsadzenie w głównej roli Gregory’ego Pecka, rozpatrywał kandydatury Johna Wayne’a, Charltona Hestona, Marlona Brando, Cary’ego Granta, Laurence’a Oliviera, George’a C. Scotta (ten ostatni miał odmówić ze względu na podobieństwo do filmu o Pattonie). Z wyjątkiem Scotta i Oliviera wszystkie te kandydatury nigdy nie zostały oficjalnie potwierdzone. Formalnie reżyserię filmu powierzono Josephowi Sargentowi dopiero w marcu 1976.
Wszystkie te okoliczności spowodowały opóźnienia w realizacji filmu o niemal cztery lata (wrzesień 1972 – sierpień 1976).
Obraz spotkał się z mieszanymi recenzjami krytyków – na ogół nie były one przychylne. Wskazywano na nadmierne wyidealizowanie postaci MacArthura, pomijające jego powszechnie znane wady (nadmierna autopromocja, arogancja, lekkomyślność) oraz niezgodność fabuły ze szczegółami historycznymi (m.in. próba organizacji przez generała desantu na Filipiny już w marcu 1942 lub teza, że demokratyzacja Japonii była jego wyłączną zasługą).
W 1978 Gregory Peck za rolę w filmie otrzymał nominację do nagrody Złotego Globu dla najlepszego aktora w filmie dramatycznym.
Pomimo krytyki film przyniósł zysk.